# El baño del Papa
El baño del Papa es una película uruguaya del año 2007, con participación brasileña y francesa, escrita y dirigida por César Charlone y Enrique Fernández. Está inspirada en el libro de cuentos El día en que el Papa fue a Melo, del escritor brasileño Aldyr García Schlee.

## Argumento
En ciudad de Melo, una pequeña población de Uruguay cercana a la frontera con Brasil, en el correr del año 1988, los ciudadanos se preparan para la histórica visita del papa Juan Pablo II. Se dice que recibirán alrededor de 50 000 visitantes, por lo que el pueblo comienza a preparar venta de comestibles, medallas, banderines y más cosas, confiando en que la visita de muchos peregrinos les traerá desarrollo económico, emocionados por la bendición de recibir al Papa. En medio de los preparativos, el personaje de esta historia, Beto, un bagayero —persona que vende mercadería brasileña de contrabando en Uruguay—, se las ingenia para ofrecer los servicios de baño público a los visitantes, por lo que se dispone a confeccionar un baño frente a su casa. En la búsqueda del dinero para su realización, cae en dificultades y embrollos. Al final, el papa llega a Melo, pero no así la cantidad de peregrinos que se esperaban: el pueblo de Melo se queda con una inmensa cantidad de comida, banderines y otros objetos que habían sido destinados para la venta.

## Galardones
- Premio del jurado en la Muestra Internacional de Cine de São Paulo de 2007).
- Premio Horizontes Latinos en la 55.ª edición del Festival Internacional de Cine de San Sebastián (2007).
- Presentación en la 60.ª edición del Festival de Cannes (2007), en la sección «Un certain regard».
- Premio al mejor guion en el 33.er Festival de Cine Iberoamericano de Huelva, España.
- Premio Glauber Rocha en el 29.º Festival Internacional del Nuevo Cine Latinoamericano de La Habana.
- Mejor Película en el Festival Internacional de Cine de Viña del Mar de 2008.
- Mejor opera prima en el Festival Internacional de Cine de Guadalajara de 2008.
- Galardón de Oro en los Premios Iris de Uruguay (2008)
- Mejor actor en el I Festival Internacional San Luis de Cine, Argentina (2007).
- Kikito de Oro, mejor actor, mejor actriz, mejor guion, premio a la excelencia de lenguaje técnico y mejor largometraje extranjero en el Festival de Cine de Gramado de 2007.
- Premio «Semilla» al largometraje latinoamericano en el 5.º Festival Iberoamericano de Cine de Quito, Cero Latitud (2007).

Además de las distinciones recibidas, la película fue enviada como candidata al Premio Óscar a la mejor película extranjera.